# 번헤드
번헤드(Bunheads)는 2012년부터 2013년까지 ABC 패밀리에서 방영 중인 텔레비전 드라마이다.